# Peleng
Peleng (indonesiano: Pulau Peleng) è un'isola dell'Indonesia, situata al largo della costa orientale di Sulawesi, nel Mar delle Molucche. Fa parte dell'arcipelago delle Isole Banggai.

## Geografia fisica
A nord-ovest di Peleng si trova Sulawesi (dalla quale è separata dallo Stretto di Peleng), a sud-est l'isola di Taliabu, a sud varie isole del gruppo delle Isole Banggai, fra cui: Banggai Bowokan, Labobo, Kebongan, Kotudan, Tropettenando, Timpau, Salue Besar, Salue Kecil, Masepe e Bangkulu.
Peleng, con una superficie di 2406 km² e uno sviluppo costiero di 407,9 km, è la più estesa del gruppo delle Isole Banggai. Le sue coste formano tre grandi baie: Bangkalan, Peleng e Masamat. Numerose barriere coralline circondano l'isola. Il territorio è prevalentemente montuoso, e la cima più elevata è il Monte Tombila (1.059 metri).

## Geografia politica
L'isola è suddivisa in cinque distretti: Bulagi, Tataba, Liang, Salakan e Sambiut; la popolazione ammonta a circa 40 000 abitanti. Amministrativamente fa parte della provincia di Sulawesi Centrale, Reggenza di Banggai.

## Economia
La maggior parte degli abitanti trae sostentamento dall'agricoltura (riso, palma da cocco, patate), dalla pesca (trepang e tartarughe, dallo sfruttamento delle foreste (ebano e rattan) e dall'estrazione di sale marino.